# Отопень
Отопень (рум. Otopeni) — город в Румынии в жудеце Илфов, в 16 километрах к северу от Бухареста.
Население — 10215 человек (2002), 99 процентов из них — румыны
.
В Отопене расположен международный аэропорт Бухареста — Международный аэропорт имени Анри Коанды. В здании аэропорта находится штаб-квартира национального авиаперевозчика Румынии, авиакомпании TAROM.

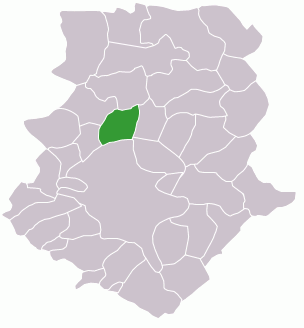
Отопень на карте жудеца Илфов